# Dơi ma bắc
Dơi ma bắc (tên khoa học: Megaderma lyra) là loài động vật có vú trong họ Dơi ma, bộ Dơi. Loài này được E. Geoffroy mô tả năm 1810.

## Hình ảnh

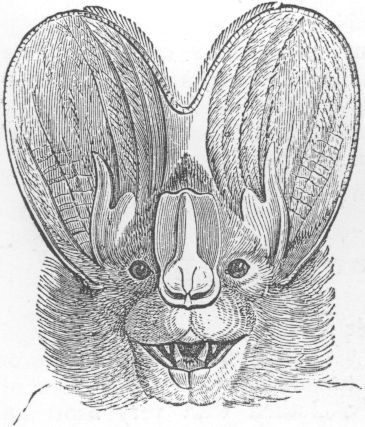
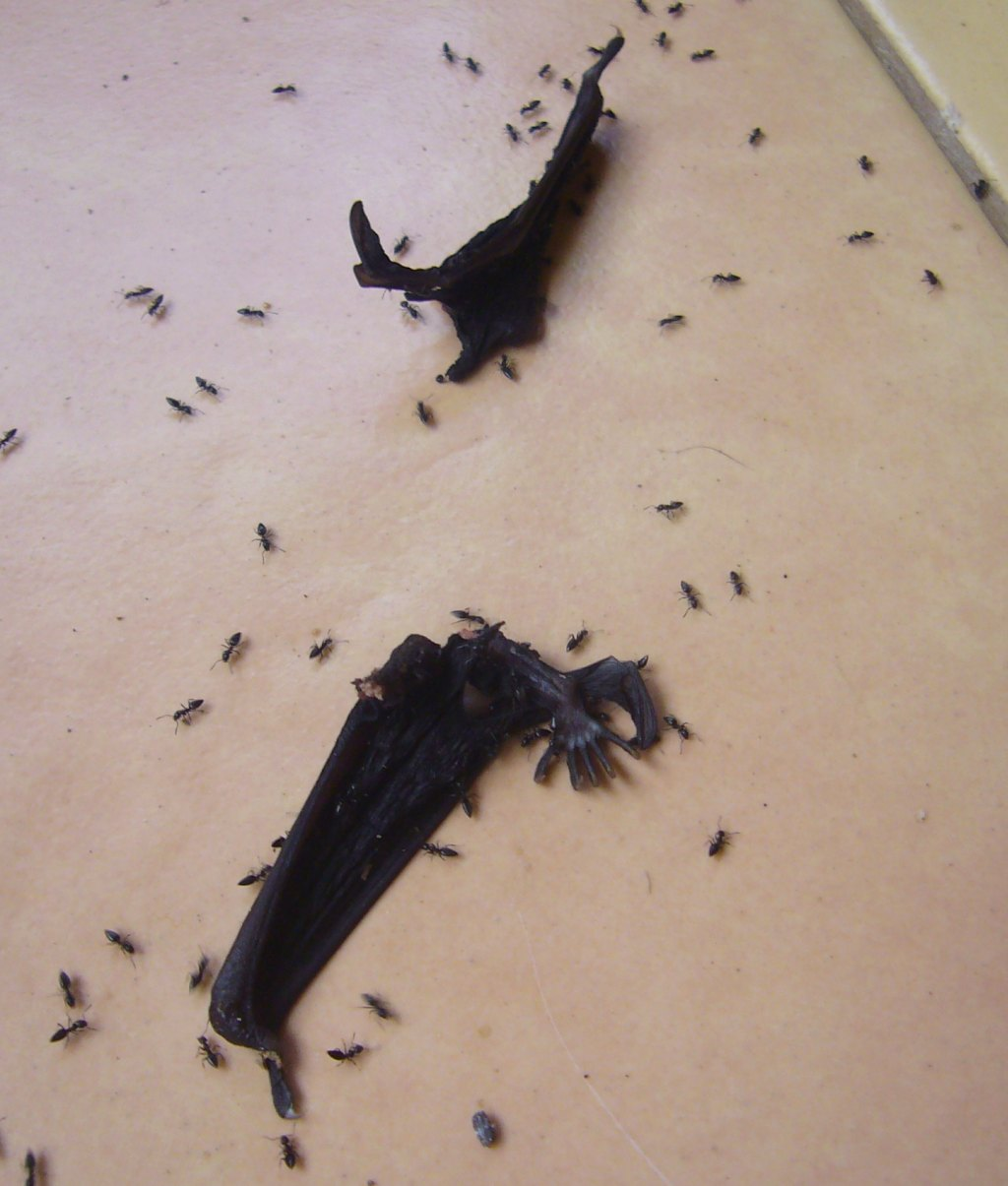